# Gubernium
Gubernium − nazwa jednostek administracyjnych zarządu prowincji w Austrii, utworzonych w 1763, a w 1849 przemianowanych na namiestnictwa.
Na czele gubernium złożonego z kilku radców dworu (Hofrathe), kilkunastu radców gubernialnych oraz niższych urzędników, stał gubernator (Statthalter), którego powoływał i odwoływał cesarz. Gubernium dzieliło się na departamenty, których skład i funkcje ulegały w czasie różnym zmianom.
Gubernium Galicji dzieliło się początkowo na 18 cyrkułów. W skład cyrkułów wchodziły dominia (do 1866) i magistraty miejskie. Gubernium morawsko-śląskie podzielono z kolei początkowo na 8 obwodów.
W 1849 funkcje gubernium zaczęły przejmować namiestnictwa krajów koronnych, z mianowanymi przez cesarza namiestnikami na czele, co trwało aż do utworzenia Austro-Węgier w 1867. Od 1849 namiestnikiem Galicji był zawsze Polak. Namiestnictwo Galicji dzieliło się na 19 okręgów, podzielonych na 178 powiatów. 
Ustawa z 12 sierpnia 1866 zlikwidowała okręgi i dominia, ustanawiając zamiast nich powiaty, oraz podlegające im gminy wiejskie i obszary dworskie. Na czele powiatu stanęli starostowie podlegli bezpośrednio namiestnikowi. Za gminę uznano każdą wieś i każde miasto. Rady gminne pochodziły z wyborów, i wybierały spomiędzy siebie wójta.